# Kirche Heiliger Nikolaus (Mainz-Hechtsheim)

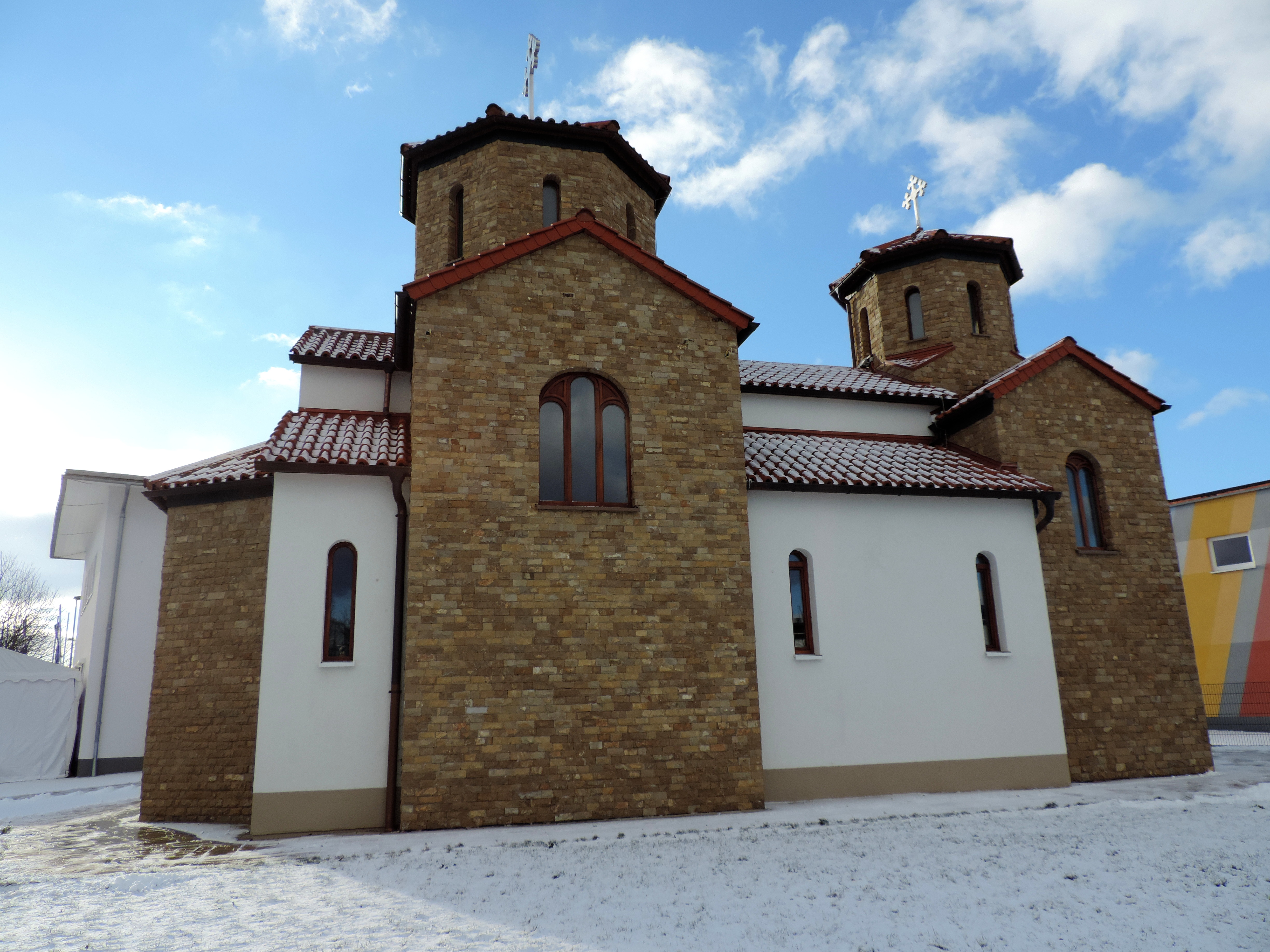
Sankt Nikolaus

Die Kirche Heiliger Nikolaus  (mazedonisch Македонска Православна Црковна Општина Свети Никола) ist eine mazedonisch-orthodoxe Kirche im Ortsbezirk Hechtsheim der rheinland-pfälzischen Landeshauptstadt Mainz. Sie beherbergt eine von zehn Gemeinden der mazedonisch-orthodoxen Kirche in Deutschland. Das Kirchengebäude ist dem in der Orthodoxie verehrten Heiligen Nikolaus von Myra geweiht. 

## Geschichte
Mazedonische Gastarbeiter fassten 1989 den Entschluss zur Gemeindegründung, der in die Bildung eines Vorstands mündete. Die Mainzer Gemeinde war 1994 Gastgeber der ersten Sitzung aller mazedonischen Kirchengemeinden in Europa. Den Vorsitz der neuen europäischen Diözese übernahm der damalige Metropolit Bischof Gorazd ein. Die Gemeinde versammelte sich mehrere Jahre in der Kapelle der St. Bernhard Kirche in Mainz-Bretzenheim, in der sie Gastrecht genoss. Am 26. September 2009 wurde die Grundsteinlegung des eigenen Kirchengebäudes gefeiert.
Das Einzugsgebiet der mazedonisch-orthodoxen Gemeinde Heiliger Nikolaus erstreckt sich etwa 150 Kilometer um Mainz, es umfasst 3500 bis 4500 Mitglieder. Am 6. Juni 2015 wurde das neue Gebäude in Anwesenheit des mazedonischen Botschafters aus Berlin und des mazedonischen Kirchenoberhaupts, Erzbischof Stefan (bürgerlich Stojan Veljanovski), sowie des früheren Bürgermeisters und Baudezernenten Norbert Schüler, feierlich eingeweiht. Außerhalb Mazedoniens gibt es nur in der Schweiz und in Schweden Kirchengebäude dieser architektonischen Form der Kreuzkuppelkirche im byzantinischen Baustil.

## Film
- Makedonisch orthodoxe Weihnacht. Dokumentarbeitrag, Deutschland 2016, 3:04 Min. Produktion: SWR, Reihe: made in Südwest, Erstsendung: 7. Januar 2016 bei SWR (online-Video, verfügbar bis 6. Januar 2017).